# Jimmys skøre verden
Jimmys skøre verden er Cartoon Networks anden amerikansk live-action/animerede sitcom. Det er baseret på tv-showet Re-Animated. Showet er en co-production mellem Brookwell McNamara Entertainment (kendt for serier som Even Stevens og That's So Raven) og Cartoon Network Studios. Serien havde oprindeligt sin egen side på Cartoon Networks hjemmeside men den blev lukket pga. manglende popularitet; det var ellers planlagt at der skulle produceres 2 juleepisoder.

## Handling
Serien forsætter hvor den originale film Re-Animated sluttede. Jimmy Roberts (Dominic Janes) er ude for en ulykke i Gollyworld, en forlystelsepark baseret på tegnefilmsfigurene Golly Gopher, som resultat af ulykken, har Jimmy brug for en hjernetransplation. Han får hjernen fra Milt Appleday, den legendariske tegner som skabte Golly Gopher og andre figure.
Milt havde skizofreni, hvilket gør at han og nu Jimmy, kan se tegnefilmsfiguren i virkligheden. Sonny Appleday (Matt Knudsen)
Milts søn, vil have hjernen for sig selv. Han planlægger at blive en god tegnefilmstegnere med hans fars hjerne, hvilket han tror vil gøre ham til hersker over verden.

## Karakterer
Skuespillere:
| Karakter                 | Spilles af        |
| ------------------------ | ----------------- |
| Jimmy Roberts            | Dominic Janes     |
| Craig Wheeler            | Jon Kent Ethridge |
| Robin Wheeler            | Tinashe Kachingwe |
| Sonny Alabaster Appleday | Matt Knudsen      |
| Ken Roberts              | Bil Dwyer         |
| Louisa Roberts           | Rachel Quaintance |
| Yancy Roberts            | Rhea Lando        |
| Mr. Vong                 | Ramon Tikaram     |

Alle karakterne er de samme som i filmen bortset fra at Tinashe Kachingwe og Jon Kent Ethridge erstatede skuespillerne Eunice Cho, som spillede Robin, and Micah Karns, som spillede Craig.
Animerede figure:
| Karakter             | Stemmer          |
| -------------------- | ---------------- |
| Golly Gopher         | Carlos Alazraqui |
| Dolly Gopher         | Ellen Greene     |
| Tux                  | Tom Kenny        |
| Crocco               | Brian Posehn     |
| Pickles and Prickles |                  |
| Div. Roller          | ?                |